# Sin Neung-gyun
Shin Neung-gyun (Hàn văn: 신능균, 1939 -), hay còn gọi là Shin Neung-kyun, Nelson Shin, là sáng lập viên và đương kim chủ tịch Akom Production tại Seoul từ năm 1985.

## Tiểu sử
Trong thập niên 1970, Shin đảm nhận công việc hoạt họa cho hãng DePatie-Freleng Enterprises, cụ thể trên loạt phim The Pink Panther. Trong thời gian này ông cũng tham gia thực hiện các hiệu ứng hoạt họa về thanh gươm ánh sáng của bộ phim Chiến tranh các vì sao.
Phần lớn các công tác hoạt hình do công ty của Sin làm chủ yếu phục vụ cho các chương trình truyền hình Hoa Kỳ, tỉ như: The Simpsons, Batman: The Animated Series, X-Men, Invasion America và Arthur. Trong đó, thành quả nổi tiếng nhất của Sin là công tác chỉ đạo loạt phim The Transformers và phim The Transformers: The Movie. Người lãnh đạo nhóm hoạt hình của Akom là Gim Jun-bok.
Từ năm 1999, Shin bắt đầu việc sản xuất phim Thẩm Thanh Vương hậu. Công việc thực hiện bộ phim chủ yếu được làm ở CHDCND Triều Tiên; và đến tháng 8 năm 2005 nó trở thành bộ phim đầu tiên được trình chiếu ở cả hai miền Nam Bắc Triều Tiên.
Năm 2009, ông được bầu làm Chủ tịch Hội Liên hiệp Phim hoạt hình Quốc tế nhiệm kỳ 2009 - 2012.